# 四孢蘑菇
四孢蘑菇（学名：Agaricus campestris）又稱為野蘑菇，是一種可食菌類，分布於全世界，與俗稱洋菇的雙孢蘑菇（Agaricus bisporus）為近缘種。

## 特徵
菌傘為白色，直徑約5~10公分。菌褶一開始為粉紅色，後來會逐漸變為紅褐色，最後成熟時則變為暗褐色。
通常可在夏季雨後的田野或草地發現，被廣泛的採集和食用。需要注意的是，本种與另一種有毒的近缘物种黃斑蘑菇（Agaricus xanthodermus）相似；沒有經驗的採集者不被建議採集此種菇類。